# Проспект Геннадия Айги
Проспе́кт Генна́дия Айги́ — проспект в Ленинском районе города Чебоксары Чувашской Республики.
В настоящее время (2013 г.) начинается от улицы Юлиуса Фучика в районе Сугутского моста и заканчивается за пересечением с Алатырским шоссе, утыкаясь в реку Трусиху.
Основан как одна из ключевых магистралей строящегося жилого района Садовый (Богданка) с проектной численностью населения более 100 тысяч человек. По плану проспект должен соединить улицу Фучика с улицей Гладкова.

## Происхождение названия
Проспект получил своё название в 2011 году, был назван в память о Геннадии Николаевиче Айги (1934—2006), чувашском и русском поэте, одном из лидеров советского авангардного искусства 1960—1970-х годов, создателе русского поэтического сюрреализма.
(ранее носил строительное наименование 32-я автодорога или 1-я районная магистраль)

## Перспективы развития
В соответствии с архитектурно-планировочным решением, разработанным победившей в конкурсе архитектурной мастерской «ДСК СУОР» и утверждённым 6 августа 2013 года кабинетом министров Чувашской Республики и администрацией города Чебоксары, на проспекте запланировано:
- Строительство транспортной развязки с улицей Юлиуса Фучика вблизи Сугутского моста. Ввод объекта в эксплуатацию запланирован на 1 июля 2015 года. В настоящее время строительство приостановлено по причине неурегулированности вопроса о переносе двух автозаправочных станций «Татнефть» расположенных на путях новой развязки[4].
- Строительство многоэтажных жилых домов повышенной комфортности. При формировании концепции застройки проспекта Айги за основу взят проект планировки микрорайонов № 2, № 4, № 3, № 3А жилого района «Садовый» (Богданка)[5]. В развитии пешеходного и транспортного движения по проспекту использованы материалы проекта планировки территории, представленные организаторами конкурса. Высотность жилых домов представляет собой активный силуэтный характер. В основу концепции формирования современной многофункциональной среды проспекта лежит поэтическое произведение Геннадия Айги «Вершины берёз». Колористическое решение представлено в виде березовой аллеи. Аллея формируется в виде цветовых гамм, сгруппированных по временам года. Эти группы выстроены в горизонтальную линию по фасадам жилых домов. Для активизации силуэтности зданий, фасады домов по вертикали разбиты на условные плоскости. Поскольку аллея имеет существенный уклон с юга на север, то пешеходные крытые тротуары (предложение организаторов конкурса) представлены в виде пристроек со сложным силуэтом и активной цветовой гаммой[6].
- Развитие инфраструктуры. Строительство магазинов, объектов соцкультбыта, торгово-офисных центров вдоль проспекта.

## Строения по проспекту
В настоящее время (2013 г.) вдоль проспекта ведётся строительство ряда жилых многоэтажных домов. Ввод объектов в эксплуатацию запланирован на 2014 год.

## Смежные улицы
- Улица Юлиуса Фучика
- Улица Дементьева
- Улица Богдана Хмельницкого
- Алатырское шоссе
- Улица Академика Челомея